# Quarsodiorita

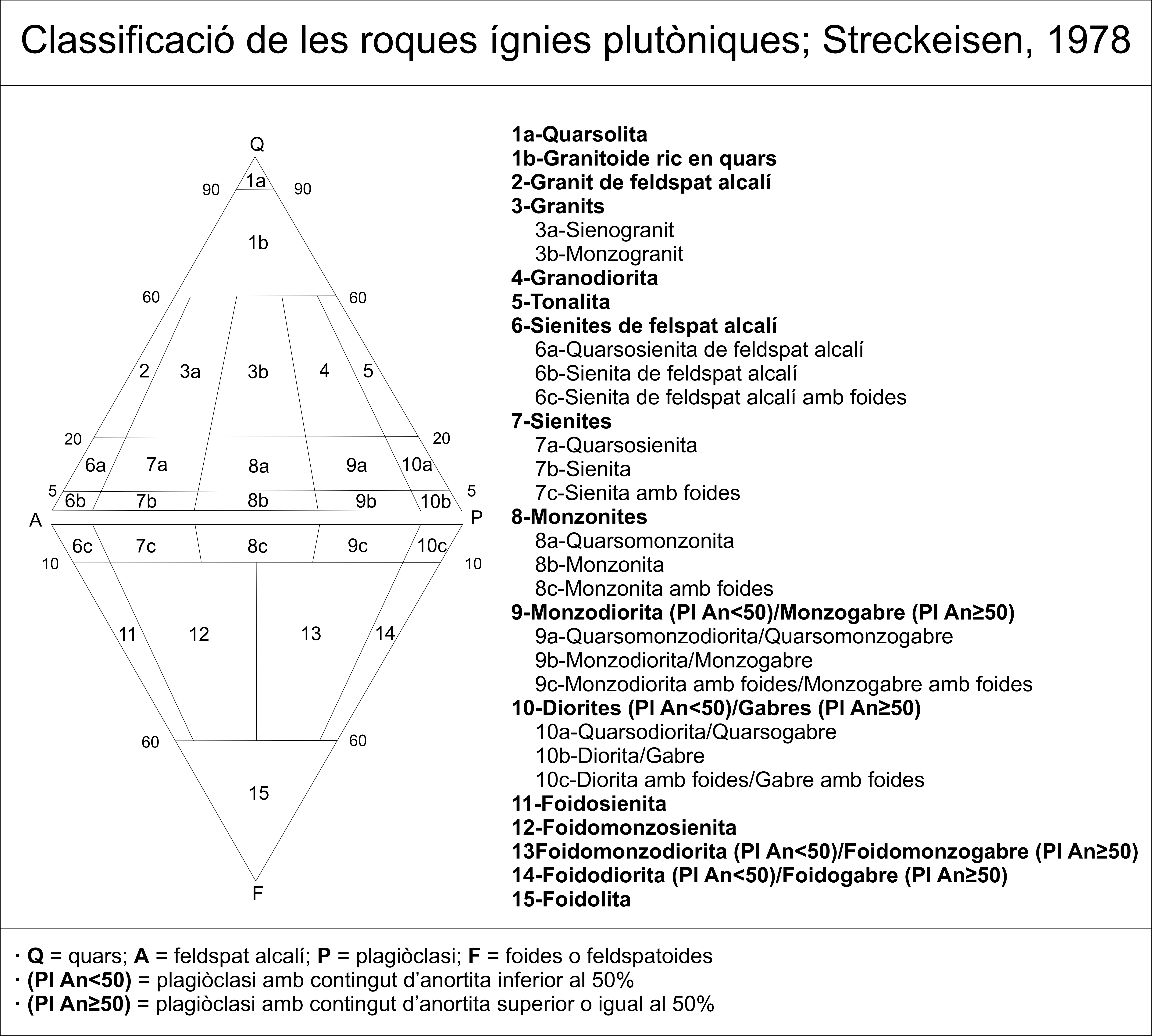
Classificació de les roques ígnies plutòniques segons Streckeisen 1978. La quarsodiorita es troba al lloc 10a.

Les quarsodiorites són roques ígnies plutòniques que presenten un contingut de quars entre el 5 i el 20%, mentre que l'índex feldespàtic es troba entre un 90 i un 100%. El feldespat que es troba present en aquestes roques és plagioclasa amb el contingut d'anortita inferior a 50; si aquest contingut és superior o igual a 50 la roca s'anomena quarsograbre. Entre la biotita i l'hornblenda la roca pot arribar a un 25 o 30% de màfics. Les quarsodiorites poden trobar-se associades a altres roques de la mateixa sèrie com ara les granidiorites, monzogranits, tonalites, diorites i en alguns casos fins i tot gabres.